# Eiga Doraemon: Nobita to midori no kyojinden
Eiga Doraemon: Nobita to midori no kyojinden (映画ドラえもん のび太と緑の巨人伝?), anche conosciuto come Doraemon The Future 2008, è un film d'animazione del 2008 diretto da Ayumu Watanabe. È il ventottesimo film della serie Doraemon, distribuito nelle sale giapponesi l'8 marzo 2008.
La storia del film è basata su dei fumetti pubblicati nel ventiseiesimo volume del manga ("Forest is living") e nel trentatreesimo ("Goodbye Ki-bō"). Benché il film non sia un remake, il personaggio di Ki-bō era già apparso nel film del 1992 Doraemon - The Movie: Il Regno delle Nuvole. Il nome Ki-bō deriva dalle parole "Ki" (木?) che significa "albero", e "Bō" (坊?) che significa "ragazzo". Inoltre la parola Ki-bō proviene da "Kibō" (希望?), che vuol dire "speranza". Lo slogan del film è "僕らの希望が未来を動かす" (la nostra speranza muove il futuro), che è un riferimento al personaggio di Ki-bō.
Il film è stato adattato in un manga pubblicato sui numeri di febbraio e marzo di CoroCoro Comic, e successivamente pubblicato nel venticinquesimo tankōbon della serie Doraemon, che poteva essere comprato nei cinema. Due giorni dopo l'uscita del film nei cinema è stato pubblicato anche il videogioco per Nintendo DS Doraemon: Nobita to midori no kyojinden DS.

## Trama
Nobita trova una piccola piantina abbandonata in un'area abbandonata, e decide di portarla a casa. Tuttavia sua madre chiede a Nobita di non piantarla nel giardino di casa, perché non avrebbe lo spazio necessario per crescere. A questo punto, il ragazzo chiede aiuto a Doraemon che utilizza uno speciale gadget tecnologico che permette alle piante di potersi muovere liberamente senza dover piantare le proprie radici nel terreno. Battezzata "Ki-bo", la piccola creatura verde trascorre tranquillamente i propri giorni giocando con Nobita ed i suoi amici, fino al giorno in cui l'intero gruppo non viene improvvisamente trasportato su un altro pianeta governato da una società di esseri vegetali. Doraemon e gli altri, qui scopriranno che gli esseri vegetali vogliono portare via dalla Terra tutte le piante, perché trattate troppo male dall'umanità. Doraemon e Nobita dovranno fare di tutto per salvare la Terra.

## Colonna sonora
Sigla di apertura
- Yume o Kanaete Doraemon (夢をかなえてドラえもん?) cantata da MAO

Sigla di chiusura
- Te o Tsunagō (手をつなごう?) cantata da Ayaka